# 스페이스 워커
스페이스 워커(Spacewalker)는 러시아 연방에서 제작된 드미트리 키셀레브 감독의 2017년 모험 영화이다. 예브게니 미로노프 등이 주연으로 출연하였고 세르게이 에지브 등이 제작에 참여하였다.

## 출연

### 주연
- 예브게니 미로노프

### 조연
- 콘스탄틴 카벤스키
- 블라디미르 일린
- 아나톨리 쿄테뇨프
- 엘레나 파노바